# Aquiéns
Aquiéns ou aquim (em aquiem: Akyem ou akim) são uma das maiores subdivisões dos povos acãs e habitam as porções ocidentais da Região Oriental do Gana. Sua tradição traça sua origem nos territórios hoje ocupados pelos adanses no sudoeste do Gana ainda no século XVI. Foram obrigados a migrar no século XVII dada a expansão dos denquieras e se assentaram nas cidades de Quibi e Oda, nas colinas Ateua. Eram amplamente conhecidos como mercadores de ouro, escravos e sal nos séculos XVIII e XIX. Hoje se dividem em vários subgrupos, dos quais os mais importantes são os abuacuas, bosumes e cotocus.